# Francis Arthur Bather
Francis Arthur Bather (né le 17 février 1863 dans le district de Richmond upon Thames de Londres et mort le  20 mars 1934) est un géologue, malacologiste et paléontologue britannique.
En 1887, Bather obtient un poste au département de géologie au musée d'histoire naturelle de Londres. En 1888, il décrit le taxon des mollusques Coleoidea et en 1900, le taxon des échinodermes Eleutherozoa. Il est élu à la Royal Society en 1909 et devient membre honoraire de la Royal Geological Society of Cornwall. Il obtient la Médaille Lyell de la Geological Society en 1911, qu'il préside dès lors.
Il est nommé gardien du musée d'histoire naturelle en 1924 à la suite de Arthur Smith Woodward, qui quittera lui le muséum en 1928.